# Castel San Vincenzo
Castel San Vincenzo är en ort och kommun i provinsen Isernia i regionen Molise i Italien. Kommunen hade 485 invånare (2018).